# J.P. Kelly
J.P. Kelly is de doorgaans gebruikte naam van John-Paul Kelly (Aylesbury, 1985 of 1986), een Engels professioneel pokerspeler. Hij won onder meer het $1.500 Pot Limit Hold'em-toernooi van de World Series of Poker 2009 (goed voor $194.434,- prijzengeld) en het £1.000 No Limit Hold'em-toernooi van de World Series of Poker Europe 2009 (goed voor £136.803,-).
Kelly won tot en met juni 2014 meer dan $2.650.000,- in pokertoernooien, cashgames niet meegerekend.

## Wapenfeiten
Kelly werd in 2005 actief in het Engelse professionele toernooicircuit en won daarop in anderhalf jaar zeven toernooien, allemaal in Hold 'em (Pot Limit en No Limit). Daarmee verdiende hij meer dan $230.000,- prijzengeld, meer dan $310.000 inclusief wat hij verdiende met andere plaatsen aan finaletafels. Kelly reisde daarop in 2007 naar de Verenigde Staten waar hij zich op de World Series of Poker 2007 met een achttiende en 32e plaats voor het eerst in het prijzengeld speelde, beide keren in een Hold 'em-toernooi. Vervolgens werd hij op de World Series of Poker 2008 negende in het $2.500 Pot Limit Hold'em/Omaha-toernooi.
Bij zijn derde bezoek aan Las Vegas was het raak. Kelly won het $.1.500 Pot Limit Hold'em-toernooi. Hij liet daarbij onder meer Erik Seidel achter zich aan de finaletafel. Drie maanden later ging Kelly naar Londen om ook op de World Series Of Poker Europe (WSOPE) een eerste titel binnen te halen. Hij eindigde 2009 met een jaaromzet van meer dan $450.000,-.
Kelly ging in mei 2010 verder met het winnen van het £200 No Limit Hold'em - Six Max-toernooi van de UK & Ireland Poker Tour in Nottingham (goed voor $17.361,-). Op de World Series of Poker 2010 behaalde hij geen opzienbarende noteringen, hoewel zijn 111e plaats in het Main Event met $57.102,- niettemin winstgevend was. Twee maanden daarna werd Kelly bijna de eerste speler ooit met twee overwinningen in de WSOPE. In wederom het £1.000 No Limit Hold'em-toernooi werd hij deze keer tweede, achter zijn landgenoot Scott Shelley. Op de World Series of Poker 2011 eindigde hij ditmaal als 26e in het Main Event, waarvoor hij $302.005,- kreeg.

## WSOP-titel
| Jaar                              | Toernooi                 | Prijs      |
| --------------------------------- | ------------------------ | ---------- |
| World Series of Poker 2009        | $1.500 Pot Limit Hold'em | $194.434,- |
| World Series of Poker Europe 2009 | £1.000 No Limit Hold'em  | £136.803,- |